# San Miguel de Bernuy
San Miguel de Bernuy és un municipi de la província de Segòvia, a la comunitat autònoma de Castella i Lleó.

## Demografia
| 1991 | 1996 | 2001 | 2004 |
| ---- | ---- | ---- | ---- |
| 211  | 199  | 172  | 199  |